# Liste der Länderspiele der walisischen Futsalnationalmannschaft
Die Liste der Länderspiele der walisischen Futsalnationalmannschaft enthält alle Spiele der walisischen Auswahl der Männer im Futsal. Sie bestritt am 15. April 2012 ihr erstes Länderspiel gegen den englischen „Development Squad“ und konnte sich bislang nicht für Europa- oder Weltmeisterschaften qualifizieren. Größter Erfolg war der Gewinn der Home-Nations-Meisterschaft bei deren Erstaustragung im Jahr 2016. Der Spielausgang ist stets aus walisischer Sicht angegeben und durch eine grüne (Sieg), gelbe (Unentschieden) oder rote (Niederlage) Hinterlegung gekennzeichnet.

## Liste der Länderspiele
| Nr.    | Datum         | Ergebnis | Gegner         | Austragungsort           | Anlass                     | Bemerkungen                          |
| ------ | ------------- | -------- | -------------- | ------------------------ | -------------------------- | ------------------------------------ |
| 1      | 15. Apr. 2012 | 6:8      | England        | Queensferry              | Freundschaftsspiel         | 1. Länderspiel gegen England         |
| 2      | 2. Sep. 2012  | 1:2      | Andorra        | Escaldes-Engordany (AND) | Freundschaftsspiel         | 1. Länderspiel gegen Andorra         |
| 3      | 3. Sep. 2012  | 1:2      | Andorra        | Escaldes-Engordany (AND) | Freundschaftsspiel         |                                      |
| 4      | 23. Jan. 2013 | 1:4      | Griechenland   | Blagoewgrad (BUL)        | EM-Qualifikation           | 1. Länderspiel gegen Griechenland    |
| 5      | 24. Jan. 2013 | 1:2      | Bulgarien      | Blagoewgrad (BUL)        | EM-Qualifikation           | 1. Länderspiel gegen Bulgarien       |
| 6      | 26. Jan. 2013 | 2:4      | Armenien       | Blagoewgrad (BUL)        | EM-Qualifikation           | 1. Länderspiel gegen Armenien        |
| 7      | 14. März 2013 | 0:1      | England        | Hereford (ENG)           | Freundschaftsspiel         |                                      |
| 8      | 26. Okt. 2013 | 0:3      | Andorra        | Newport                  | Freundschaftsspiel         |                                      |
| 9      | 27. Okt. 2013 | 4:5      | Andorra        | Newport                  | Freundschaftsspiel         |                                      |
| 10     | 4. Jan. 2014  | 1:8      | Polen          | Zielona Góra (POL)       | Vier-Nationen-Pokal        | 1. Länderspiel gegen Polen           |
| 11     | 5. Jan. 2014  | 2:3      | Moldau         | Zielona Góra (POL)       | Vier-Nationen-Pokal        | 1. Länderspiel gegen Moldau          |
| 12     | 7. Jan. 2014  | 0:2      | Norwegen       | Zielona Góra (POL)       | Vier-Nationen-Pokal        | 1. Länderspiel gegen Norwegen        |
| 13     | 23. März 2014 | 4:7      | England        | Cardiff                  | Freundschaftsspiel         |                                      |
| 14     | 25. Okt. 2014 | 1:8      | Polen          | Kwidzyn (POL)            | Vier-Nationen-Pokal        |                                      |
| 15     | 26. Okt. 2014 | 1:5      | Slowenien      | Kwidzyn (POL)            | Vier-Nationen-Pokal        | 1. Länderspiel gegen Slowenien       |
| 16     | 28. Okt. 2014 | 4:2      | Griechenland   | Kwidzyn (POL)            | Vier-Nationen-Pokal        |                                      |
| 17     | 29. Nov. 2014 | 3:5      | Andorra        | Newport                  | Freundschaftsspiel         |                                      |
| 18     | 30. Nov. 2014 | 5:5      | Andorra        | Newport                  | Freundschaftsspiel         |                                      |
| 19     | 14. Jan. 2015 | 0:3      | Finnland       | Podgorica (MNE)          | EM-Qualifikation           | 1. Länderspiel gegen Finnland        |
| 20     | 15. Jan. 2015 | 1:2      | Montenegro     | Podgorica (MNE)          | EM-Qualifikation           | 1. Länderspiel gegen Montenegro      |
| 21     | 17. Jan. 2015 | 2:1      | Zypern         | Podgorica (MNE)          | EM-Qualifikation           | 1. Länderspiel gegen Zypern          |
| 22     | 21. Sep. 2015 | 3:7      | Niederlande    | Newport                  | Freundschaftsspiel         | 1. Länderspiel gegen die Niederlande |
| 23     | 22. Sep. 2015 | 3:5      | Niederlande    | Newport                  | Freundschaftsspiel         |                                      |
| 24     | 22. Okt. 2015 | 2:4      | England        | Ramat Gan (ISR)          | WM-Qualifikation           |                                      |
| 25     | 23. Okt. 2015 | 6:3      | Israel         | Ramat Gan (ISR)          | WM-Qualifikation           | 1. Länderspiel gegen Israel          |
| 26     | 25. Okt. 2015 | 1:5      | Dänemark       | Ramat Gan (ISR)          | WM-Qualifikation           | 1. Länderspiel gegen Dänemark        |
| 27     | 31. Okt. 2016 | 2:7      | Lettland       | Newport                  | Freundschaftsspiel         | 1. Länderspiel gegen Lettland        |
| 28     | 1. Nov. 2016  | 0:0      | Lettland       | Newport                  | Freundschaftsspiel         |                                      |
| 29     | 2. Dez. 2016  | 7:1      | Nordirland     | Cardiff                  | Home-Nations-Meisterschaft | 1. Länderspiel gegen Nordirland      |
| 30     | 3. Dez. 2016  | 5:2      | Schottland     | Cardiff                  | Home Nations-Meisterschaft | 1. Länderspiel gegen Schottland      |
| 31     | 4. Dez. 2016  | 6:2      | England        | Cardiff                  | Home Nations-Meisterschaft |                                      |
| 32     | 26. Jan. 2017 | 1:6      | Moldau         | Hereford (ENG)           | EM-Qualifikation           |                                      |
| 33     | 27. Jan. 2017 | 8:1      | San Marino     | Hereford (ENG)           | EM-Qualifikation           | 1. Länderspiel gegen San Marino      |
| 34     | 29. Jan. 2017 | 2:2      | Griechenland   | Hereford (ENG)           | EM-Qualifikation           |                                      |
| 35     | 23. Sep. 2019 | 3:2      | Schweden       | Visby (SWE)              | Freundschaftsspiel         | 1. Länderspiel gegen Schweden        |
| 36     | 24. Sep. 2017 | 2:2      | Schweden       | Visby (SWE)              | Freundschaftsspiel         |                                      |
| 37     | 4. Nov. 2017  | 1:2      | England        | Burton upon Trent (ENG)  | Freundschaftsspiel         |                                      |
| 38     | 5. Nov. 2017  | 2:2      | England        | Burton upon Trent (ENG)  | Freundschaftsspiel         |                                      |
| 39     | 1. Dez. 2017  | 0:3      | England        | Currie (SCO)             | Home-Nations-Meisterschaft |                                      |
| 40     | 2. Dez. 2017  | 3:3      | Schottland     | Currie (SCO)             | Home Nations-Meisterschaft |                                      |
| 41     | 3. Dez. 2017  | 8:0      | Nordirland     | Currie (SCO)             | Home Nations-Meisterschaft |                                      |
| 42     | 2. Juni 2018  | 1:2      | Andorra        | Andorra la Vella (AND)   | Freundschaftsspiel         |                                      |
| 43     | 3. Juni 2018  | 3:4      | Andorra        | Andorra la Vella (AND)   | Freundschaftsspiel         |                                      |
| 44     | 30. Nov. 2018 | 1:3      | England        | Newry (NIR)              | Home-Nations-Meisterschaft |                                      |
| 45     | 1. Dez. 2018  | 0:2      | Nordirland     | Newry (NIR)              | Home Nations-Meisterschaft |                                      |
| 46     | 2. Dez. 2018  | 6:2      | Schottland     | Newry (NIR)              | Home Nations-Meisterschaft |                                      |
| 47     | 30. Jan. 2019 | 4:8      | Moldau         | Ciorescu (MDA)           | WM-Qualifikation           |                                      |
| 48     | 31. Jan. 2019 | 0:7      | Finnland       | Ciorescu (MDA)           | WM-Qualifikation           |                                      |
| 49     | 2. Feb. 2019  | 3:2      | Nordirland     | Ciorescu (MDA)           | WM-Qualifikation           |                                      |
| 50     | 20. Sep. 2019 | 1:2      | Estland        | Cardiff                  | Freundschaftsspiel         | 1. Länderspiel gegen Estland         |
| 51     | 20. Sep. 2019 | 2:2      | Estland        | Cardiff                  | Freundschaftsspiel         |                                      |
| 52     | 25. Okt. 2019 | 8:1      | Österreich     | Südstadt (AUT)           | Freundschaftsspiel         | 1. Länderspiel gegen Österreich      |
| 53     | 27. Okt. 2019 | 2:2      | Österreich     | Südstadt (AUT)           | Freundschaftsspiel         |                                      |
| 54     | 30. Jan. 2020 | 0:1      | Nordmazedonien | Skopje (MKD)             | EM-Qualifikation           | 1. Länderspiel gegen Nordmazedonien  |
| 55     | 31. Jan. 2020 | 2:7      | Norwegen       | Skopje (MKD)             | EM-Qualifikation           |                                      |
| ? (56) | 18. Sep. 2021 | 2:3      | Deutschland    | Castello, Düsseldorf     | Freundschaftsspiel         | 1. Länderspiel gegen Deutschland     |
| ? (57) | 19. Sep. 2021 | 4:7      | Deutschland    | Castello, Düsseldorf     | Freundschaftsspiel         |                                      |

## Statistik

### Länderspielbilanzen nach Gegner
| Gegner         | Spiele | S  | U | N  | Tore    |
| -------------- | ------ | -- | - | -- | ------- |
| Andorra        | 8      | 0  | 1 | 7  | 18:28   |
| Armenien       | 1      | 0  | 0 | 1  | 2:4     |
| Bulgarien      | 1      | 0  | 0 | 1  | 1:2     |
| Dänemark       | 1      | 0  | 0 | 1  | 1:5     |
| England        | 9      | 1  | 1 | 7  | 22:32   |
| Estland        | 2      | 0  | 1 | 1  | 3:4     |
| Finnland       | 2      | 0  | 0 | 2  | 00:10   |
| Griechenland   | 3      | 1  | 1 | 1  | 7:8     |
| Israel         | 1      | 1  | 0 | 0  | 6:3     |
| Lettland       | 2      | 0  | 1 | 1  | 2:7     |
| Moldau         | 3      | 0  | 0 | 3  | 07:17   |
| Montenegro     | 1      | 0  | 0 | 1  | 1:2     |
| Niederlande    | 2      | 0  | 0 | 2  | 06:12   |
| Nordirland     | 4      | 3  | 0 | 1  | 18:50   |
| Nordmazedonien | 1      | 0  | 0 | 1  | 0:1     |
| Norwegen       | 2      | 0  | 0 | 2  | 2:9     |
| Österreich     | 2      | 1  | 1 | 0  | 10:30   |
| Polen          | 2      | 0  | 0 | 2  | 02:16   |
| San Marino     | 1      | 1  | 0 | 0  | 8:1     |
| Schottland     | 3      | 2  | 1 | 0  | 14:70   |
| Schweden       | 2      | 1  | 1 | 0  | 5:4     |
| Slowenien      | 1      | 0  | 0 | 1  | 1:5     |
| Zypern         | 1      | 1  | 0 | 0  | 2:1     |
| Gesamt         | 55     | 12 | 8 | 35 | 138:186 |